# Ángel Chueca Sainz
Ángel Cirilo Chueca Sainz (Tarazona, 28 de febrero de 1883-Madrid, 30 de marzo de 1960) fue un ingeniero industrial español, pionero en la creación de estructuras metálicas e impulsor de la automoción en España. 

## Biografía
Licenciado en Ciencias Exactas en Zaragoza. Posteriormente, ingeniero industrial, en Bilbao, de la promoción de 1903.
Su primer trabajo como ingeniero fue en la Compañía Auxiliar de Ferrocarriles S.A. de Beasáin, Guipúzcoa, fundada por Domingo Goitia, padre de Francisco Goitia y Ostolaza, a su vez padre de su primera esposa, Carmen Goitia Ajuria. Su primer jefe fue José Orueta Pérez de Nenín, director de la Sociedad Anónima Talleres de Zorroza, donde se fabricaban vagones de tren.
Progresivamente se especializó en la construcción de estructuras metálicas. El contrato celebrado entre Ángel Chueca y la Sociedad Española de Construcciones Metálicas adjudicó al primero todas las obras que la empresa había de montar. Para ello, en 1908, Ángel Chueca, José y Joaquín Monasterio y Arrillaga, José López Salaberri, Luis Esteve y F. Caballero, Juan Antonio Catena y Agustín Retortillo constituyeron una sociedad particular, con capital de 50.000 pesetas y domicilio en Madrid, la Sociedad General de Montajes Metálicos.
A partir de entonces, Chueca construyó numerosas estructuras metálicas, especialmente puentes. En 1910 fue autor de un puente metálico sobre el Ebro en Caspe. Su obra capital es la estructura del Palacio de Comunicaciones en la plaza de Cibeles de Madrid, un proyecto de los arquitectos Joaquín Otamendi y Antonio Palacios, realizado entre 1904 y 1918.
En su trayectoria posterior, destaca su actividad relacionada con la automoción, centrada en la impulsión del transporte en camiones y autobuses. Figura entre los fundadores del Real Automóvil Club de España. Desde 1913 fue director en España de la casa Saurer, fabricante suizo de camiones. Presidió la Sociedad para la Industria y Comercio del Automóvil. Hacia 1927 promovió las líneas de transporte por carretera entre Salamanca y Extremadura, antes cubiertas por diligencia, en una iniciativa auspiciada por la salmantina casa Mirat, empresa que en la guerra pasó a llamarse Hijos de Mirat. Más tarde introduce los camiones de la marca White Motor Corporation (Cleveland, Ohio, EE. UU.) en España. Contaba con taller y nave en Madrid para la adaptación de camiones. La guerra civil supuso la pérdida de sus instalaciones y la incautación completa de la flota de vehículos.
Su actividad en el campo de la automoción enlaza inesperadamente con una creciente atención a la historia del arte y la arquitectura españoles, que le lleva a emprender en la primera posguerra viajes de minuciosa documentación y fotografía junto a su hijo Fernando Chueca, futuro historiador de la arquitectura, a veces reforzados con la compañía de otros viajeros, como Enrique Lafuente Ferrari, Manuel Gómez-Moreno, Leopoldo Torres Balbás o Juan Benet.
De su primer matrimonio con Carmen Goitia Ajuria, fallecida en 1913, nacieron sus hijos Carmelo y Fernando Chueca Goitia. Carmen era hermana de Teresa Goitia Ajuria, madre del escritor Juan Benet y del antropólogo y activista Paco Benet. Ángel Chueca volvió a casar en 1916 con Dánae Cavallierato Burniá, griega de nacimiento, procediendo de esta unión sus otros dos hijos, Miguel Ángel y Elena Chueca Cavallierato.

## Valoración
La extensa y variada gama de intereses de Ángel Chueca lo convierte en un destacado testigo de su tiempo. Activo en muchos campos que constituyeron el germen de la dinamización industrial española, como las estructuras y los motores. En una semblanza que le dedica su sobrino Juan Benet, figura la siguiente consideración: "La especie de D. Ángel se ha extinguido y lo más posible es que el clima que lo engendró no se produzca ya más. A partir de ahora quién sabe si el ser tan civilizado, tan disfrutador, tan saludable, tan bueno de humor y riguroso, ser ingeniero y humanista y ciudadano, ser tan público y tan íntimo, no pasará a ser una ficción anacrónica, tenida a colación gracias al recuerdo de Don Ángel".
Ángel Chueca desarrolló una extensa correspondencia. Tuvo estrecha amistad con el político Ángel Ossorio. Sus vivencias durante la contienda civil española han quedado plasmadas en un inédito diario de guerra.